# 不凡的你
《不凡的你》（英语：Unusual You）是美国女歌手布兰妮·斯皮尔斯的歌曲，收录于她的第6张录音室专辑《妮裳馬戲團》（Circus）中，2009年9月15日，歌曲作为单曲在澳大利亚和新西兰发行。歌曲曾获得告示牌流行单曲榜第80名。

## 曲目列表
- 澳大利亚CD单曲[1]

1. "不凡的你" – 4:21
2. "脆弱的玻璃" – 2:53

## 榜单成绩
| 榜单 (2008年)        | 成绩 |
| -------------------- | ---- |
| 美国告示牌流行单曲榜 | 80   |